# 337
Năm 337 là một năm trong lịch Julius.